# Baldwin Hyde
Baldwin Hyde (falecido em 16 de agosto de 1472) foi um cónego de Windsor de 1469 a 1472 e Escriturário dos Parlamentos de 1470 a 1471.

## Carreira
Ele foi nomeado:
- Prebendário de Hollington em St Mary-in-the-Castle, Hastings
- Escriturário na chancelaria
- Escriturário dos Parlamentos 1470 - 1471

Ele foi nomeado para a oitava bancada na Capela de São Jorge, Castelo de Windsor, em 1469, e ocupou o cargo de canonista até 1472.